# Distrikt Sorch Rúd
Sorch Rúd (paštunsky سرخ رود ‎,persky سرخ رود ‎) což lze také napsat jako Surkh-Rud nebo Sorkh-Rud, je distrikt na severu afghánské provincie Nangarhár. Distriktním centrem je město Sultanpur. Město je známé díky dostatku úrodné půdy, avšak v současnosti se potýká s nedostatkem vody.

## Vláda

### Představitelé distriktu
Od 12. února 2009 guvernérem distriktu Surgh Rod Akbar. 
Vzdělání Škola s názvem „The Hope of Mother School“ připravuje více než 400 studentů v odlehlé vesnici v distriktu Surkh Rod, Afghánistán.

## Demografie
Počet obyvatelstva distriktu, které tvoří z 88% Paštúnové, nejméně z 5% Tádžikové a zbývajících 7% tvoří ostatní východo-íránské skupiny (většinou podskupiny Tádžiků), se v roce 2009 odhadoval na 124 161. V distriktu se původně nacházela Hindská menšina, která uprchla během období konfliktu ke konci 20. století a dosud (údaj z roku 2002) se nevrátila.

## Vesnice
- Zargaran
- Shamsa Pur

## Links
- Map of Surkh Rod district (PDF)
- UNHCR District Profile (PDF)